# Erlenbach (Württemberg)
Erlenbach (Württemberg)  é um município da Alemanha, no distrito de Heilbronn, na região administrativa de Estugarda, estado de Baden-Württemberg.